# Japanese Academy Award/Bester Nebendarsteller
Seit der ersten Verleihung 1978 werden bei den Japanese Academy Awards der beste Schauspieler in einer Hauptrolle in der Kategorie Bester Nebendarsteller (japanisch 最優秀助演男優賞 saiyūshū joen dan’yū shō) geehrt.
Am häufigsten in dieser Kategorie gewann Naoto Takenaka, dreimal bei vier Nominierungen. Je zwei Auszeichnungen erhielten Kōichi Satō und Morio Kazama. Die meistnominierten Schauspieler der Kategorie Bester Nebendarsteller sind Tsutomu Yamazaki und Kunie Tanaka, die beide je einmal ausgezeichnet wurden, gemeinsam mit Rentarō Mikuni.
Die Filme sind nach dem Jahr der Verleihung aufgeführt.

## Preisträger und Nominierte

### 1978–1979
| Jahr | Preisträger      | für den Film                | Nominierungen |
| 1978 | Tetsuya Takeda   | Shiawase no kiiroi hankachi | Takeshi Katō für Akuma no temari-uta und Gokumon-to Tomisaburō Wakayama für Akuma no temari-uta, Edogawa Rampo no injū und Sugata Sanshiro Rentarō Mikuni für Hakkodasan und Kiri-no-hata Takuzo Kawatani für Kawachi no ossan no uta: yōkita no ware, Dokaben, Nihon no jingi und Piranha-gundan: Daboshatsu no ten |
| 1979 | Tsunehiko Watase | Mordprozess Hiroshi Ueda    | Kanjuro Arashi für Dainamaito dondon und Orenji Rōdo kyūkō Kunie Tanaka für Dainamaito dondon Sonny Chiba für Im Schatten des Shogun Isao Natsuyagi für Yasei no shōmei |

### 1980–1989
| Jahr | Preisträger       | für den Film                                               | Nominierungen |
| 1980 | Bunta Sugawara    | Taiyo o nusunda otoko                                      | Takeo Chii für Ah! Nomugi toge, Ōgon no inu und Torakku yarō: Neppū 5000 kiro Rentarō Mikuni für Fukushū suruwa wareniari Tsutomu Yamazaki für Yasha-ga-ike Isao Natsuyagi für Ōgon no inu, Sengoku jieitai und Yami no karyudo                                          |
| 1981 | Tetsurō Tamba     | 203 kochi                                                  | Takahiro Tamura für Chichi yo haha yo!, Dōran, Haru kanaru sōro und Tempyo no iraka Tomisaburō Wakayama für Chichi yo haha yo! Masakane Yonekura für Dōran und Haru kanaru sōro Toshiya Fujita für Zigeunerweisen                                                        |
| 1982 | Katsuo Nakamura   | Kageroza, Rabureta, Shikake-nin Baian und Buriki no kunsho | Ryudo Uzaki für Eki Station und Misuta, Misesu, Misu Ronri Johnny Okura für Enrai Toshiyuki Nishida für Hokusai manga Renji Ishibashi für Masho no natsu – 'Yotsuya kaidan' yori und Kemono-tachi no atsui nemuri                                                        |
| 1983 | Morio Kazama      | Die Todestreppe                                            | Teruhiko Aoi für Dai Nippon teikoku Akira Emoto für Verdacht, Dōtonborigawa, Sailor-fuku to kikanju und Otoko wa tsurai yo: Torajiro ajisai no koi Takeshi Kaga für Verdacht Shigeru Izumiya für Yaju-deka und Die Frau mit dem roten Hut                                |
| 1984 | Morio Kazama      | Yokiro und Jinsei gekijo                                   | Kōichi Satō für Gyoei no mure und Nihonkai daikaisen: Umi yukaba Kunie Tanaka für Izakaya Chōji, Santō kōkōsei und Nogare no machi Juzo Itami für Kazoku gēmu, Die Töchter des Hauses Makioka und Izakaya Chōji Takeshi Kitano für Furyo – Merry Christmas, Mr. Lawrence |
| 1985 | Kaku Takashina    | Mahjong hōrōki                                             | Takeshi Kaga für Mahjong hōrōki Ichirō Zaitsu für Beerdigungszeremonie Ryudo Uzaki für Shanhai bansukingu Toshiyuki Nishida für Tengoku no eki |
| 1986 | Kaoru Kobayashi   | Koibumi und Sorekara                                       | Takuzo Kawatani für Biruma no tatekoto und Usugesho Masahiko Tsugawa für Hitohira no yuki Hitoshi Ueki für Ran Takeshi Kitano für Yasha |
| 1987 | Hitoshi Ueki      | Shukuji und Shin yorokobimo kanashimimo ikutoshitsuki      | Masanori Sera für Gokudō no onna-tachi, Jittemai und Yuki no dansho – jonetsu Kei Suma für Das Mädchen im Atelier Takeshi Kaga für Kyabare Kyohei Shibata für Yabanjin no youni                                                                                          |
| 1988 | Masahiko Tsugawa  | Die Steuerfahnderin                                        | Hiroaki Murakami für Gokudo no onna-tachi 2 Toshirō Mifune für Die Legende von der Mondprinzessin und Otoko wa tsurai yo: Shiretoko bojo Nenji Kobayashi für Yogisha und Hyōryu kyōshitsu Jinpachi Nezu für Yoshiwara enjo und Auf Leben und Tod                         |
| 1989 | Tsurutaro Kataoka | Ijintachi tono natsu und Yojo no jidai                     | Toshirō Yanagiba für Hoffnung und Schmerz und Shigatsu kaidan Ken Ogata für Hana no ran, Yushun und Rabu sutori o kimini Takuzo Kawatani für Tsuru, On'na sakasemasu und Haha Kunie Tanaka für Yojo no jidai, Yushun und Tomorrow – ashita                               |

### 1990–1999
| Jahr | Preisträger        | für den Film                                              | Nominierungen |
| 1990 | Eiji Bando         | A un                                                      | Isao Hashizume für Kitchen, Juliet Game und Zennin no joken Tsutomu Yamazaki für Rikyu, der Teemeister und Maihime Kinnosuke Nakamura für Der Tod eines Teemeisters Toru Emori für Shaso                                                                                  |
| 1991 | Renji Ishibashi    | Rōnin-gai und Ware ni utsu yoi ari                        | Yasuo Daichi für Byōin e ikō Tsunehiko Watase für Gekido no 1750 hi und Ten to Chi to Hidetaka Yoshioka für Otoko wa tsurai yo: Boku no ojisan und Otoko wa tsurai yo: Torajiro no kyuujitsu Rentarō Mikuni für Tsuribaka nisshi 2 und Tsuribaka nisshi 3                 |
| 1992 | Masatoshi Nagase   | Liebe braucht keine Worte und Mo no shigoto               | Chiharu Matsuyama für Gokudō sensō: Butōha Ken Ogata für Gubbai Mama Hisashi Igawa für Kamigata Kugaizoshi, Rhapsodie im August, Sensō to seishun und Nakibokuro Isao Hashizume für Oishii kekkon                                                                         |
| 1993 | Naoto Takenaka     | Lust auf Sumo                                             | Kazuya Kimura für Das Action-Massaker Yasuo Daichi für Die Kunst der Erpressung Toshiyuki Nishida für O-Roshiya-koku suimu-dan und Tengoku no Taizai Takehiro Murata für Okoge, Die Kunst der Erpressung und Gojira tai Mosura                                            |
| 1994 | Kunie Tanaka       | Gakko, Kozure Ôkami: Sono chîsaki te ni und Niji no hashi | Tsutomu Yamazaki für Bokura wa minna ikiteiru Ittoku Kishibe für Bokura wa minna ikiteiru, Kaettekite Kogarashi Monjiro, Byōin de shinu to iu koto, Haruka, nosutarujii und Mizu no tabibito: Samurai kizzu Jōji Tokoro für Madadayo Masanobu Takashima für Niji no hashi |
| 1995 | Kiichi Nakai       | 47 Ronin                                                  | Naoto Takenaka für 119 Hidetaka Yoshioka für Last Song Masahiko Tsugawa für Shudan-sasen Rentarō Mikuni für Tsuribaka nisshi 7 |
| 1996 | Naoto Takenaka     | East Meets West                                           | Etsushi Toyokawa für Love Letter Masato Hagiwara für Mākusu no yama Frankie Sakai für Sharaku Masayuki Imai für Shizukana seikatsu |
| 1997 | Naoto Takenaka     | Shall we dance?                                           | Hiroshi Kanbe für Gakko II Masatoshi Nagase für Gakko II Hidetaka Yoshioka für Gakko II Tetsuya Watari für Waga kokoro no ginga tetsudo: Miyazawa Kenji monogatari |
| 1998 | Masahiko Nishimura | Marutai no onna und Radio-Zeit                            | Masato Hagiwara für Kyua Akira Terao für Shitsurakuen Akira Emoto für Der Aal Masatoshi Nagase für Yukai |
| 1999 | Chosuke Ikariya    | Odoru daisosasen                                          | Ren Osugi für Hana-Bi Masanori Sera für Dr. Akagi Ken Watanabe für Kizuna Toshirō Yanagiba für Odoru daisosasen |

### 2000–2009
| Jahr | Preisträger        | für den Film                                  | Nominierungen |
| 2000 | Nenji Kobayashi    | Poppoya                                       | Takaya Kamikawa für Fukuro no shiro Shinji Takeda für Tabu Kippei Shiina für Kin'yū fushoku rettō: Jubaku Masahiko Nishimura für Kuroi ie                                                       |
| 2001 | Kōichi Satō        | Whiteout                                      | Hidekazu Akai für 15-Sai: Gakko IV Tetsurō Tamba für 15-Sai: Gakko IV Shiro Mifune für Nach dem Regen Tsurutaro Kataoka für Dora-heita                                                          |
| 2002 | Tsutomu Yamazaki   | Go                                            | Nenji Kobayashi für Hotaru Kunie Tanaka für Minna no ie Ken Watanabe für Sennen no koi: Hikaru Genji monogatari Rentarō Mikuni für Taiga no itteki                                              |
| 2003 | Min Tanaka         | The Twilight Samurai                          | Ken Watanabe für Hi wa mata noboru Tsutomu Yamazaki für Mohou-han Goro Kishitani für Returner – Kampf um die Zukunft Nenji Kobayashi für The Twilight Samurai                                   |
| 2004 | Kōichi Satō        | Der letzte Feldzug der Samurai                | Shido Nakamura für Ashura no gotoku Yuji Miyake für Der letzte Feldzug der Samurai Toshirō Yanagiba für Odoru daisosasen 2 Tadanobu Asano für Zatoichi – Der blinde Samurai                     |
| 2005 | Joe Odagiri        | Blood & Bones                                 | Teruyuki Kagawa für Akai tsuki Kyohei Shibata für Hanochi Hidetaka Yoshioka für The Hidden Blade Mirai Moriyama für Sekai no chūshin de, ai o sakebu                                            |
| 2006 | Shin’ichi Tsutsumi | Always san-chōme no yūhi                      | Kiichi Nakai für Bōkoku no īgisu Teruyuki Kagawa für Kita no zeronen Etsushi Toyokawa für Kita no zeronen Susumu Terajima für Kōshōnin Mashita Masayoshi                                        |
| 2007 | Takashi Sasano     | Love and Honor – Bushi no ichibun             | Takao Ōsawa für Metro ni notte Teruyuki Kagawa für Yureru Kōichi Satō für The Uchōten Hotel Ken’ichi Matsuyama für Death Note – Zenpen                                                          |
| 2008 | Kaoru Kobayashi    | Tōkyo Tower – Okan to boku to, tokidoki, oton | Shin’ichi Tsutsumi für Always zoku san-chōme no yūhi Shin’ichi Tsutsumi für Maiko haaaan!!! Teruyuki Kagawa für Kisaragi Akira Emoto für Yajikita dōchū Teresuko                                |
| 2009 | Tsutomu Yamazaki   | Nokan – Die Kunst des Ausklangs               | Yasufumi Terawaki für Aibô: Gekijô-ban – Zettai zetsumei! 42.195km Tôkyô Biggu Shiti Marason Tadanobu Asano für Kâbê Masato Sakai für Kuraimâzu hai Shin’ichi Tsutsumi für Yôgisha X no Kenshin |

### 2010–2012
| Jahr | Preisträger     | für den Film                     | Nominierungen |
| 2010 | Teruyuki Kagawa | Tsurugidake: Ten no ki           | Eita für Dear Doctor Tetsuji Tamayama für Hagetaka: The Movie Masato Sakai für Jeneraru rûju no gaisen Tomokazu Miura für Shizumanu taiyô                                                          |
| 2011 | Akira Emoto     | Akunin                           | Renji Ishibashi für Kondo wa aisaika Masaki Okada für Akunin Kôji Kikkawa für Hisshiken torisashi Masaki Okada für Geständnisse                                                                    |
| 2012 | Denden          | Tsumetai nettaigyo aka Cold Fish | Ittoku Kishibe für Ooshikamura soudouki Kôichi Satô für Saigo no chuushingura Ryûhei Matsuda für Tantei wa bar ni iru Yûsuke Iseya für Ashita no Jô                                                |
| 2013 | Hideji Ōtaki    | Anata e                          | Teruyuki Kagawa für Kagi Dorobō no Method Kōra Kengo für Kueki Ressha Kōichi Satō für Anata e Kōichi Satō für Nobou no Shiro Mirai Moriyama für Kita no Kanaria Tachi                              |
| 2014 | Lily Franky     | Soshite Chichi ni Naru           | Joe Odagiri für Fune o Amu Satoshi Tsumabuki für Tokyo Kazoku Pierre Taki für Kyōaku Ryūhei Matsuda für Tantei wa Bar ni Iru 2 Susukino Dai Kōsaten Lily Franky für Kyōaku                         |
| 2015 | Junichi Okada   | Higurashi no Ki                  | Hiroshi Abe für Zakurozaka no Adauchi Hideaki Itō für Wood Job! ~Kamusari Nānā Nichijō~ Shōfukutei Tsurube für Fushigi na Misaki no Monogatari Haruma Miura für Eternal Zero – Flight of No Return |
| 2016 | Masahiro Motoki | Nihon no Ichiban Nagai Hi        | Tadanobu Asano für Haha to Kuraseba Hirofumi Arai für Hyakuen no Koi Atsushi Itō für Biri Gal Shōta Sometani für Bakuman. Masahiro Motoki für Tenkū no Hachi                                       |